# Жилкин, Иван Васильевич
Ива́н Васи́льевич Жи́лкин (24 февраля (8 марта)  1874, Вольск Саратовской губернии — 21 (?) октября 1958, Москва) — русский журналист и писатель, депутат Государственной думы I созыва от Саратовской губернии.

## Биография

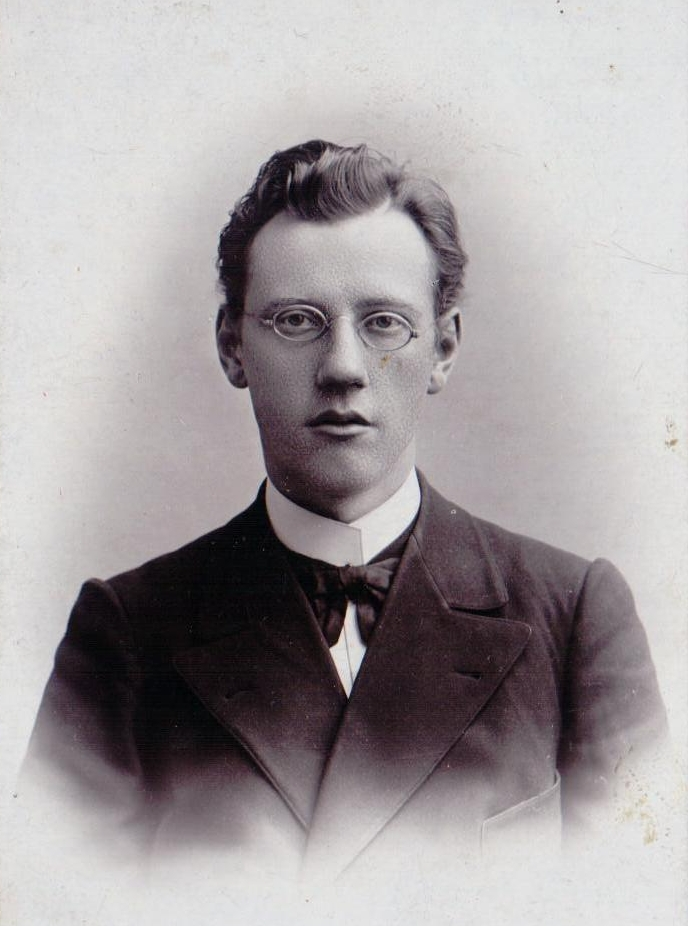
И. В. Жилкин

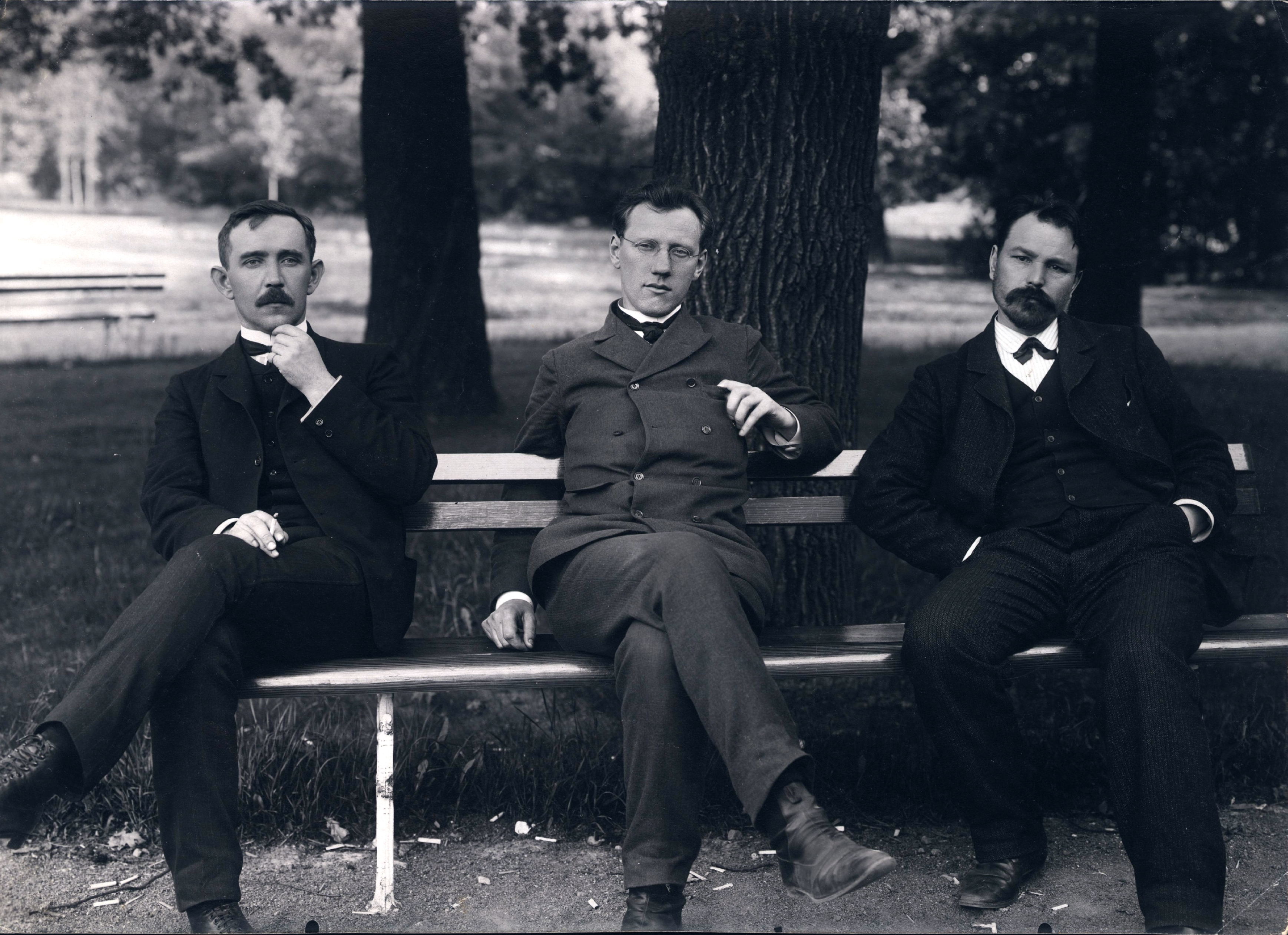
Члены I Государственной Думы: А. Ф. Аладьин, И. В. Жилкин, С. В. Аникин, 1906 год

По происхождению старообрядец, родом из мещан. Отец — владелец скобяной лавки, староста Вольской мещанской городской управы.
В 1891 окончил Вольское городское училище. До 1898 служил писарем в Вольской мещанской городской управе. Давал частные уроки. Публицист. С 1898 года и вплоть до закрытия журнала «Неделя» работает его сотрудником и секретарём. В 1899 переехал в Саратов, работал в газете «Саратовский дневник». В 1901 предпринял путешествие по России, прошел пешком 5 губерний. С 1902 жил в Санкт-Петербурге, занимался литературным трудом. Секретарь газеты «Неделя» (1900—1901), редактировал газету «Уралец» (1903), сотрудничал в газетах: «Санкт-Петербургские ведомости» (1903—1904), «Наша жизнь» (1905—1906), «Товарищ» (1906—1907), «Слово» (1908), «Радикал», «Русское слово».
14 апреля 1906 избран в депутатом Государственной думы I созыва от общего состава выборщиков Саратовского губернского избирательного собрания. В этот период политическая позиция Жилкина характеризуется как «крайний левый». Один из организаторов и лидеров Трудовой группы. Член комиссии о всеподданнейшем адресе и финансовой комиссии Государственной Думы. Выступал по аграрному вопросу, о депутатской неприкосновенности, политической амнистии, смертной казни, составлении Наказа Государственной думы, Крестьянском союзе и другим. Занимал во фракции умеренную позицию, высказываясь за мирную законодательную работу в Государственной Думы. Подписал законопроект «О гражданском равенстве», заявление об образовании Комиссии по расследованию преступлений должностных лиц. В Государственной Думе был известен как прекрасный оратор.
10 июля 1906 года в г. Выборге подписал «Выборгское воззвание», совместно С. И. Бондаревым входил от Трудовой группы в комиссию, утвердившую окончательный текст воззвания. За подписание «Выборгского воззвания» осужден по ст. 129, ч. 1, п. п. 51 и 3 Уголовного Уложения, приговорен к 3 месяцам тюрьмы и лишен права быть избранным.
Член Временного и Постоянного комитетов Трудовой группы, с 1907 года член её Центрального комитета. Входил в редколлегии газеты «Известия крестьянских депутатов» (1906) и газеты «Трудовой народ» (1907). С 1909 отошел от политической деятельности, занимался журналистикой. Вошел в состав редакции журнала «Вестник Европы», где вел отдел «Провинциальное обозрение».
После октября 1917 председатель Московского клуба писателей, товарищ председателя и член Правления Союза писателей. В 1919—1920 секретарь Московского товарищества писателей. С 1934 член Союза советских писателей. В 1920-х годах работал в различных культурно-просветительных учреждениях. Под псевдонимом Иван Вершинин сотрудничал в газете «Известия ВЦИК», журнале «Красная Нива», с 1925 журнале «Прожектор». Автор книг для детей.

## Произведения
- Старообрядцы на Волге. Саратов, 1905.

## Семья
Жена — Зинаида Андреевна (урожденная Вершинина, в первом браке — Волпянская) работала в редакции газеты «Петербургские ведомости», в 1918 году участница Клуба московских писателей.

### Архивы
- Российский государственный исторический архив. Фонд 1278. Опись 1 (1 созыв). Дело 40. Лист 19; Фонд 1327. Опись 1.1905 год. Дело 141. Лист 99 оборот; Дело 143. Лист 120 оборот.
- Российский государственный архив литературы и искусства. Фонд 200. Ед. хранения: 161. Дата: 1888 — 1950. (Описание фонда)